# Dioksan
Dioksan – organiczny związek chemiczny z grupy cyklicznych eterów. Występuje w formie trzech izomerów o różnym ułożeniu atomów tlenu w pierścieniu: 1,2-dioksanu, 1,3-dioksanu i 1,4-dioksanu.

Izomery dioksanu

Dostępny w handlu odczynnik, stosowany jako rozpuszczalnik, zawiera zwykle prawie wyłącznie 1,4-dioksan i dlatego często nazwa „dioksan”, w uproszczonym użyciu, oznacza tylko ten jeden izomer.
1,4-Dioksan otrzymywany jest z glikolu etylenowego lub tlenku etylenu.